# Parafia św. Franciszka z Asyżu i św. Jacka w Kędzierzynie-Koźlu
Parafia św. Franciszka z Asyżu i św. Jacka w Kędzierzynie-Koźlu – parafia rzymskokatolicka należąca do dekanatu Kędzierzyn diecezji opolskiej w metropolii katowickiej, która została erygowana w 1941. Kościół parafialny zbudowany w latach 1988–1994 mieści się przy ulicy Aleksandra Fredry 36, w dzielnicy Cisowa, będącej częścią Kędzierzyna-Koźla. 

## Proboszczowie
| Lista proboszczów parafii św. Franciszka z Asyżu i św. Jacka w Kędzierzynie-Koźlu |                             |
| Okres                                                                             | Proboszcz                   |
| 1941–1951                                                                         | ks. Leon Pakulla            |
| 1951–1954                                                                         | ks. Józef Ortmanowicz       |
| 1954–1957                                                                         | ks. Roman Płachetka         |
| 1957–1975                                                                         | ks. Józef Ortmanowicz       |
| 1975–1985                                                                         | ks. Michał Ryś              |
| 1985–                                                                             | ks. Jacek Stanisław Potempa |

## Historia parafii
Początkowo mieszkańcy niewielkiej miejscowości Cisowa należeli do założonej znacznie wcześniej parafii św. Katarzyny Aleksandryjskiej w Sławięcicach. W związku z rozwojem osadnictwa i stopniowym powiększaniem się ludności wsi zaistniała potrzeba posługi duchowej i wybudowania kościoła, a tym samym powołania samodzielnej parafii. Od początku XX wieku czyniono starania w celu wybudowania kaplicy w Cisowej, ale wybuch I wojny światowej uniemożliwił jej budowę. W 1927 z materiału rozbiórkowego z dawnych koszar wojsk pruskich zbudowano kościół pod wezwaniem św. Franciszka z Asyżu pod nadzorem nauczyciela Leona Cybisa, który został poświęcony przez franciszkanina o. Feliksa OFM. 
22 lutego 1941 została erygowana parafia pod wezwaniem św. Franciszka z Asyżu w Cisowej, a ks. Leon Pakulla został mianowany jej pierwszym proboszczem. W 1952 kościół został poddany remontowi, podczas którego postawiono dookoła niego w odległości około 3 m, nowe mury (z materiału rozbiórkowego), które zostały poświęcone 5 października 1952 przez ks. Emila Kobierzyckiego. Pod koniec lat 70. XX wieku rozpoczęto budowę domu katechetycznego oraz nowej plebanii. W 1987 przeprowadzono ekspertyzę techniczną stanu kościoła, po której stwierdzono jego zły stan i 27 czerwca 1988 złożono wniosek w Urzędzie Miejskim w Kędzierzynie-Koźlu, w sprawie pozwolenia na budowę nowego kościoła. Decyzję pozwalającą na budowę tego kościoła wydano 26 sierpnia 1988, po której przystąpiono do jego wznoszenia głównie przez mieszkańców Cisowej. Poświęcenia nowego kościoła dokonał po zakończeniu jego budowy bp Alfons Nossol, 20 sierpnia 1994, dodając świątyni drugie wezwanie patronalne św. Jacka. Parafia liczy około 1800 wiernych .

## Grupy parafialne
- Chór parafialny
- Dzieci Maryi
- Orkiestra parafialna
- Służba Liturgiczna
- Wspólnota nadzwyczajnych szafarzy Komunii Świętej
- Wspólnota Żywego Różańca
- Zespół Charytatywny Caritas

## Zasięg parafii
- Kędzierzyn-Koźle:
  - dzielnica Cisowa, ulice: Barbary, Brzechwy, Ciasna, Dolna, Fredry, Górna, Jesienna, Letnia, Lokalna, Marii, Modra, Nadrzeczna, Odległa, Okrężna, Orna, Piesza, Pochyła, Prosta, Przeskok, Radosna, Skrajna, Skośna, Urszuli, Wakacyjna, Wesoła, Widokowa, Wiosenna, Wspólna, Zakątek, Zofii